# IC 226
IC 226 је спирална галаксија у сазвјежђу Троугао која се налази на листи објеката дубоког неба у Индекс каталогу.
Деклинација објекта је + 28° 12' 32" а ректасцензија 2h 27m 45,5s. Привидна величина (магнитуда) објекта IC 226 износи 13,7 а фотографска магнитуда 14,6. IC 226 је још познат и под ознакама UGC 1922, MCG 5-6-46, PGC 9373.